# Noordzeecross 2014
De 56e editie van de Noordzeecross in Middelkerke werd gehouden op 15 februari 2014. De wedstrijd maakte deel uit van de Superprestige veldrijden 2013-2014. De titelverdediger was de Belg Klaas Vantornout. Tom Meeusen won de wedstrijd. Sven Nys werd alsnog eindwinnaar van de Superprestige door vier plaatsen voor Niels Albert te finishen. 

## Mannen elite

### Uitslag
| Plaats | Naam                  | Ploeg                     | Tijd    |
| ------ | --------------------- | ------------------------- | ------- |
| 1      | Tom Meeusen           | Telenet-Fidea             | 57'32"  |
| 2      | Kevin Pauwels         | Sunweb-Napoleon Games     | + 19"   |
| 3      | Sven Nys              | Crelan-AA Drink           | + 29"   |
| 4      | Lars van der Haar     | Rabobank Development Team | + 30"   |
| 5      | Klaas Vantornout      | Sunweb-Napoleon Games     | + 1'03" |
| 6      | Thijs van Amerongen   | AA Drink                  | + 1'07" |
| 7      | Niels Albert          | BKCP-Powerplus            | + 1'12" |
| 8      | Dieter Vanthourenhout | Sunweb-Napoleon Games     | + 1'20" |
| 9      | Philipp Walsleben     | BKCP-Powerplus            | + 1'55" |
| 10     | Jim Aernouts          | Sunweb-Napoleon Games     | + 2'02" |
| 11     | 0                     |                           |         |
| 12     | 0                     |                           |         |
| 13     | 0                     |                           |         |
| 14     | 0                     |                           |         |
| 15     | 0                     |                           |         |

| Pos. | Punten |
| ---- | ------ |
| 1    | 80     |
| 2    | 60     |
| 3    | 40     |
| 4    | 30     |
| 5    | 25     |
| 6    | 20     |
| 7    | 17     |
| 8    | 15     |
| 9    | 12     |
| 10   | 10     |
| 11   | 8      |
| 12   | 5      |
| 13   | 4      |
| 14   | 2      |
| 15   | 1      |

1959 (februari) ·
1959 (november) ·
1960 ·
1961 ·
1962 ·
1962 ·
1963 ·
1964 ·
1965 ·
1966 ·
1967 ·
1968 ·
1969 ·
1970 ·
1971 ·
1972 ·
1973 ·
1974 ·
1975 ·
1976 ·
1977 (februari) ·
1977 (november) ·
1978 ·
1979 ·
1980 ·
1981 ·
1982 ·
1983 ·
1984 ·
1985 ·
1986 ·
1987 ·
1988 ·
1989 ·
1990 ·
1991 ·
1992 ·
1993 ·
1994 ·
1995 ·
1996 ·
1997 ·
1998 ·
1999 ·
2000 ·
2001 ·
2002 ·
2003 ·
2004 ·
2005 ·
2006 ·
2007 ·
2008 ·
2009 ·
2010 ·
2011 ·
2012 ·
2013 ·
2014 ·
2015 ·
2016 ·
2017 ·
2018 ·
2019 ·
2020 ·
2021 ·
2022 ·
2023 ·
2024 ·
2025
 Cyclocross Ruddervoorde · 
 Cyclocross Zonhoven · 
 Bollekescross · 
 Cyclocross Asper-Gavere · 
 Cyclocross Gieten · 
 Cyclocross Diegem · 
 Vlaamse Aardbeiencross · 
 Noordzeecross